# Westliche Liang
Die Westliche Liang (chinesisch 西凉, Pinyin Xī Liáng; 400-421) war ein Staat der Sechzehn Reiche in China. Er wurde von der Familie Li gegründet, die Han-Chinesen waren.  Der Gründer der Tang-Dynastie, Li Yuan (Kaiser Gaozu), führte seine Abstammung auf die Herrscher der Westlichen Liang zurück.
Alle Herrscher der Westlichen Liang riefen sich zu Königen („wang“) aus.

## Herrscher der Westlichen Liang (400–421)
| Tempelname                                       | Postumer Name        | Familienname und Vorname | Dauer der Regentschaft | Äranamen und ihre Dauer                                     |
| ------------------------------------------------ | -------------------- | ------------------------ | ---------------------- | ----------------------------------------------------------- |
| chinesische Konvention: Familienname und Vorname |                      |                          |                        |                                                             |
| Taizu (太祖 Tàizǔ)                               | Wuzhao (武昭 Wǔzhāo) | Li Gao (李暠 Lǐ Gǎo)     | 400-417                | Gengzi (庚子 Gēngzǐ) 400–405 Jianchu (建初 Jiànchū) 406–417 |
| existierte nicht                                 | Houzhu (後主 Hòuzhǔ) | Li Xin (李歆 Lǐ Xīn)     | 417–420                | Jiaxing (嘉興 Jīaxīng) 417–420                              |
| existierte nicht                                 | Houzhu (後主 Hòuzhǔ) | Li Xun (李恂 Lǐ Xún)     | 420–421                | Yongjian (永建 Yǒngjiàn) 420–421                            |